# Belsk Duży (gmina)
Pour les articles homonymes, voir Belsk Duży.
Belsk Duży est une gmina rurale (gmina wiejska) du powiat de Grójec dans la Voïvodie de Mazovie, dans le centre-est de la Pologne.
Son siège administratif est le village de Belsk Duży, qui se situe environ 5 kilomètres au sud-ouest de Grójec (siège de la powiat) et 45 kilomètres au sud de Varsovie (capitale de la Pologne).
La gmina couvre une superficie de 107,84 km2 pour une population de 6 793 habitants en 2006.

## Histoire
De 1975 à 1998, la gmina est attachée administrativement à la voïvodie de Radom. Depuis 1999, elle fait partie de la voïvodie de Mazovie.

## Géographie
Outre la ville de Belsk Duży, la gmina inclut les villages et les localités de :
- Aleksandrówka
- Anielin
- Bartodzieje
- Belsk Duży
- Belsk Mały
- Bodzew
- Boruty
- Grotów
- Jarochy
- Julianów
- Koziel
- Kussy
- Łęczeszyce
- Lewiczyn
- Maciejówka
- Mała Wieś
- Oczesały
- Odrzywołek
- Rębowola
- Rosochów
- Rożce
- Sadków Duchowny
- Sadków-Kolonia
- Skowronki
- Stara Wieś
- Tartaczek
- Widów
- Wilczogóra
- Wilczy Targ
- Wola Łęczeszycka
- Wola Starowiejska
- Wólka Łęczeszycka
- Zaborów
- Zaborówek

### Gminy voisines
La gmina de Belsk Dużyest voisine des gminy suivantes :
- Błędów
- Goszczyn
- Grójec
- Jasieniec
- Mogielnica

## Structure du terrain
D'après les données de 2002, la superficie de la commune de Belsk Duży est de 107.84 km², répartis comme tel :
- terres agricoles : 9048 ha
- forêts : 1022 ha

## Démographie
Données du 30 juin 2004 :
| description        | Total  | Total | Femmes | Femmes | Hommes | Hommes |
| ------------------ | ------ | ----- | ------ | ------ | ------ | ------ |
| Unité              | Nombre | %     | Nombre | %      | Nombre | %      |
| population         | 6 822  | 100   | 3 458  | 50,7   | 3 364  | 49,3   |
| Densité (hab./km²) | 63,3   | 63,3  | 32,1   | 32,1   | 31,2   | 31,2   |

### Source
- Chiffres de population officiels polonais 2006